# Médio Tejo
Médio Tejo ist eine portugiesische Subregion im Süden der Region Centro. Im Jahr 2021 verzeichnete die Subregion 228.744 Einwohner und eine Bevölkerungsdichte von 68 Einwohnern pro km2. Die im Jahr 2008 gegründete Subregion hat eine Fläche von 3.344 km2 und unterteilt sich in 13 Kreise und 93 Gemeinden. Die Hauptstadt der Subregion ist die Stadt Guarda, die mit 36.444 Einwohnern in der gesamten Gemeinde und 16.932 Einwohnern im Stadtgebiet die zweitgrößte Stadt der Subregion ist, nach Entroncamento mit 20.141 Einwohnern. Sie grenzt im Nordwesten an die Subregion Região de Leiria, im Norden an die Subregion Região de Coimbra, im Osten an die Subregion Beira Baixa, im Südosten an die Subregion Alto Alentejo und im Südwesten an die Subregion Lezíria do Tejo.
Médio Tejo besteht aus 13 Kreisen:
| Kreis                  | Anzahl Gemeinden | Einwohner (2021) | Fläche km² | Dichte Einw./km² | LAU- Code | Distrikt       |
| ---------------------- | ---------------- | ---------------- | ---------- | ---------------- | --------- | -------------- |
| Abrantes               | 13               | 34.329           | 714,69     | 48               | 1401      | Santarém       |
| Alcanena               | 7                | 12.472           | 127,32     | 98               | 1402      | Santarém       |
| Constância             | 3                | 3.798            | 80,36      | 47               | 1408      | Santarém       |
| Entroncamento          | 2                | 20.141           | 13,73      | 1.467            | 1410      | Santarém       |
| Ferreira do Zêzere     | 7                | 7.800            | 190,37     | 41               | 1411      | Santarém       |
| Mação                  | 6                | 6.402            | 399,99     | 16               | 1413      | Santarém       |
| Ourém                  | 13               | 44.538           | 416,68     | 107              | 1421      | Santarém       |
| Sardoal                | 4                | 3.513            | 92,15      | 38               | 1417      | Santarém       |
| Sertã                  | 10               | 14.769           | 446,73     | 33               | 0509      | Castelo Branco |
| Tomar                  | 11               | 36.413           | 351,22     | 104              | 1418      | Santarém       |
| Torres Novas           | 10               | 34.111           | 269,99     | 126              | 1419      | Santarém       |
| Vila de Rei            | 3                | 3.279            | 191,54     | 17               | 0510      | Castelo Branco |
| Vila Nova da Barquinha | 4                | 7.016            | 49,53      | 142              | 1420      | Santarém       |
| Médio Tejo             | 93               | 228.581          | 3.344,30   | 68               | 16I       | –              |